# Мандрен, Луи
Луи Мандрен (фр. Louis Mandrin; 11 февраля 1725, Сент-Этьен-де-Сен-Жуар — 26 мая 1755, Валанс) — французский разбойник и контрабандист, живший в Дофине и ставший персонажем французского фольклора.

## Биография
Родился в бедной семье кузнеца. Его отец умер, когда ему было 17 лет. В 1748 году он взялся доставить французской армии в Италии около сотни мулов, но при переходе через Альпы большая часть животных погибла, в результате чего он не получил денег. В 1753 году Мандрен и его друг Бриссо были вовлечены в драку и убили своих противников, которые оказались знатными людьми. Они были арестованы, Бриссо приговорили к повешению, а Мандрена — к отправке на галеры, но ему удалось бежать. Не сумев поймать его, власти повесили брата Луи, Пьера. После этого Мандрен «объявил войну» правительству и особенно прославился своей борьбой против существовавшего во Франции генерального откупа.
Он присоединился к банде контрабандистов, промышлявших самыми разными товарами, которые орудовали во Франции, Швейцарии и независимой на тот момент Савойи, вскоре став её главарём. Возглавив отряд из примерно 300 человек и располагая несколькими складами оружия, он представлял серьёзную угрозу для французских властей на юго-востоке страны, несколько раз вступая в сражения с правительственными войсками. Его люди часто убивали сборщиков налогов, причём обычно самых жестоких и ненавистных местному населению, благодаря чему Мандрен пользовался огромной любовью и поддержкой простого народа и даже заслужил прозвище «французского Робин Гуда».
Мандрен был пойман в 1755 году французскими сборщиками налогов на территории Савойи из-за предательства двух своих людей; король Савойи потребовал, чтобы знаменитый преступник был выдан ему, но сборщики налогов поспешили казнить его до этого момента. Мандрена сначала колесовали, причём, как сообщается, он вынес пытку без единого крика, а затем задушили, выставив его изуродованное тело на обозрение простым людям.
После казни Луи Мандрен стал героем большого количества народных легенд и баллад, в особенности после Великой Французской революции. О нём писали Вольтер и Тюрго, о его жизни было написано множество романов, а в XX веке было снято несколько фильмов и телесериалов, последний полнометражный фильм был снят в 2011 году.